# Sezione di Archivio di Stato di Spoleto
La Sezione di Archivio di Stato di Spoleto viene istituita, come Sottosezione di Archivio di Stato, con il D.M. del 7 gennaio 1950. Diviene poi Sezione in seguito al Decreto del presidente della Repubblica 30 settembre 1963, n. 1409. 
Rappresenta la principale fonte di documenti per la storia locale, civile e religiosa.
È ubicata all'interno del Complesso monumentale di San Matteo degli infermi.

Gli estremi cronologici dei documenti conservati vanno dal XII secolo al 1975.

## Storia
Negli anni cinquanta la prima sede dell'archivio è nel secentesco Palazzo Mauri, nelle sale adiacenti alla biblioteca comunale “Giosuè Carducci”, con la quale condivide il direttore, il maestro e ricercatore Placido Nicolai. La struttura inadeguata e la scarsezza del personale impediscono ad entrambe le istituzioni di essere validi strumenti di formazione fino agli anni ottanta. 
Una sede più idonea viene individuata, con l'ausilio del comune di Spoleto, nel complesso dell'antico ospedale di San Matteo nel 1991; per l'occasione, in collaborazione con il Ministero per i beni e le attività culturali, il comune e l'Archivio di Stato di Perugia, viene organizzata una mostra documentaria dal titolo Spoleto. Percorsi archivistici, che rimane aperta dal 26 giugno al 30 settembre. Nei nuovi locali in affitto, trova posto anche il fondo antico della biblioteca comunale.

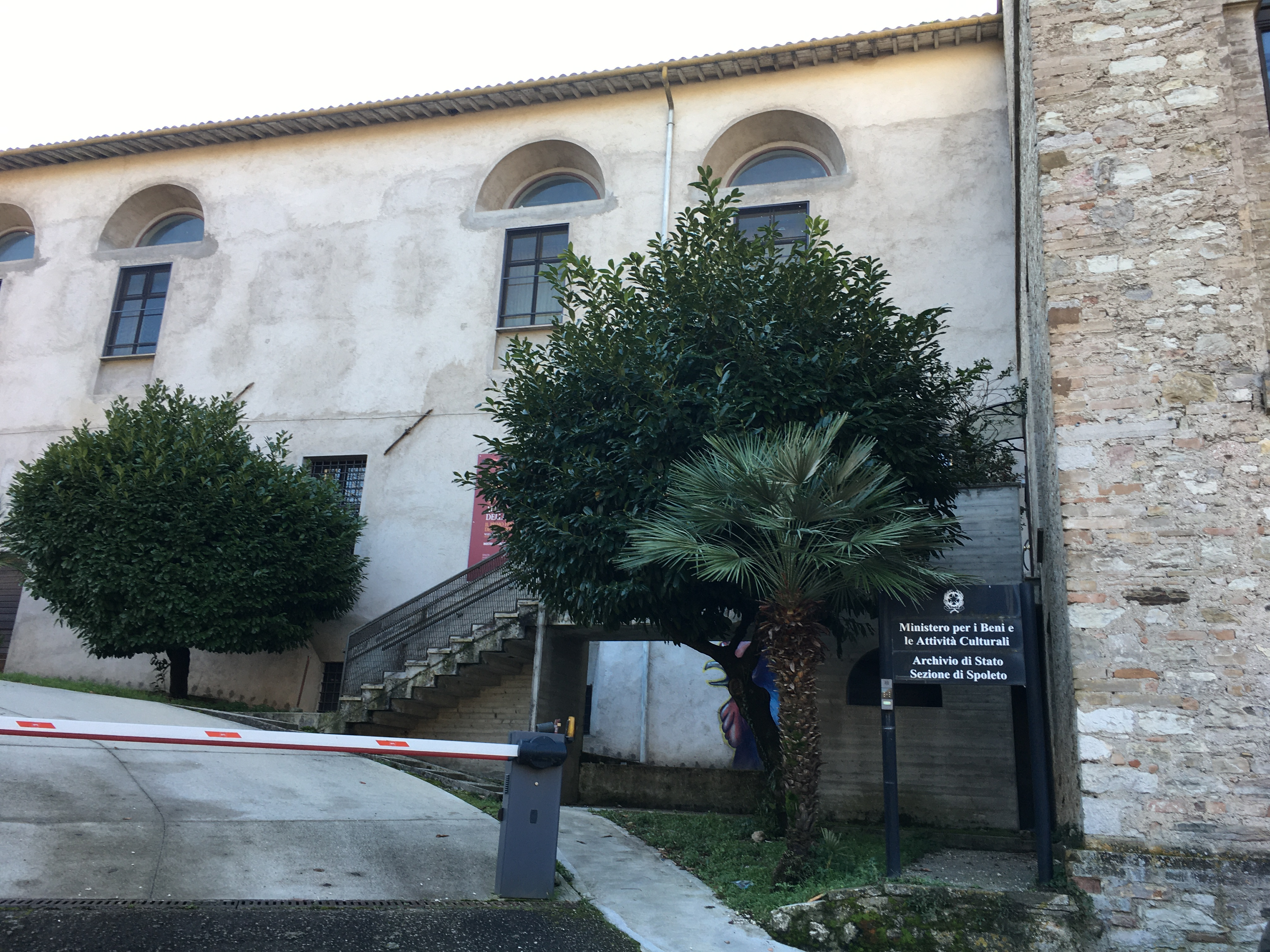
Ingresso

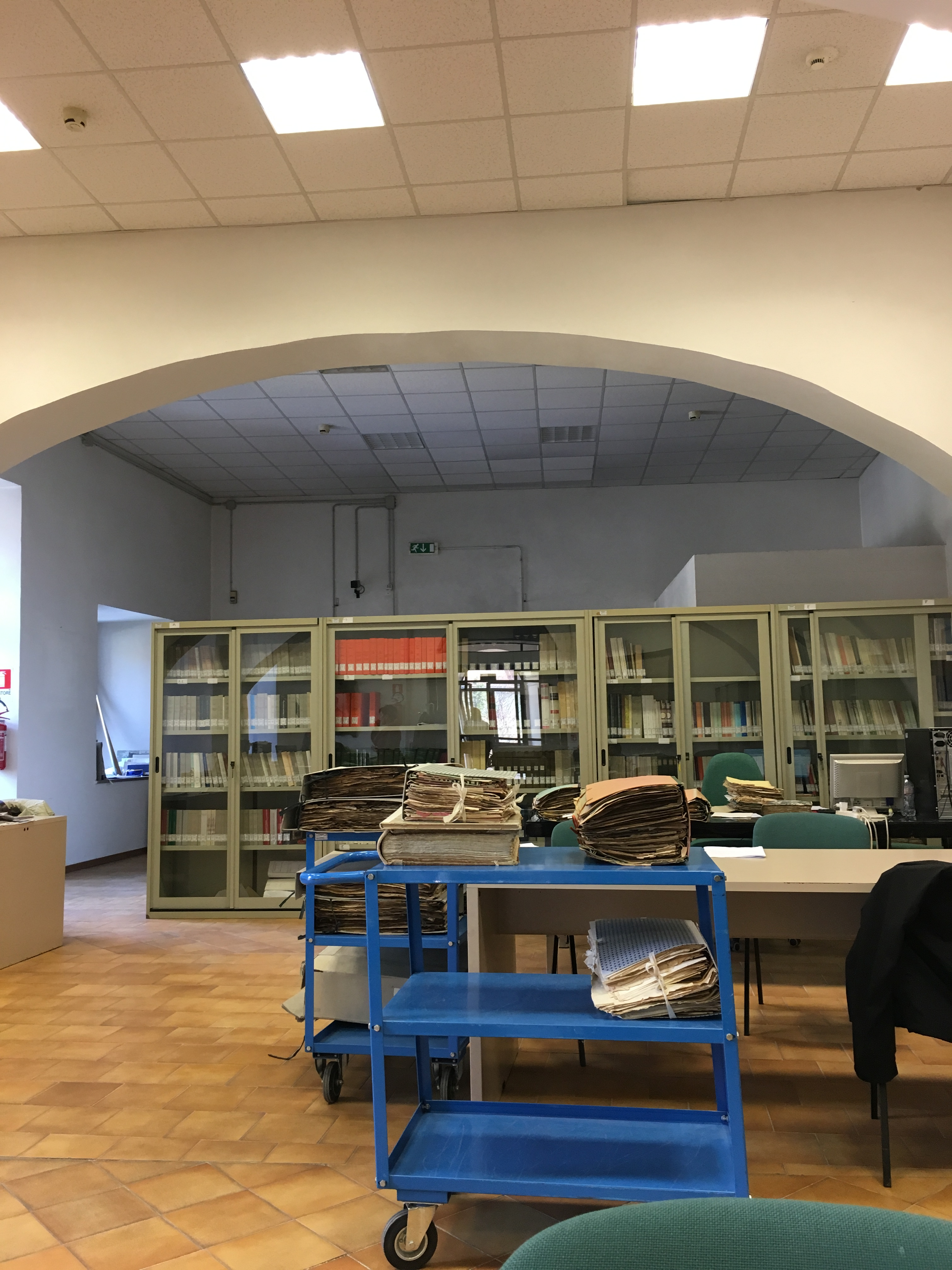
Interno

Nel 2006 il ministero acquista l'intero complesso.
Negli ultimi anni aderisce alla manifestazione nazionale Domenica di carta promossa dal Ministero, per valorizzare e far conoscere l'imponente patrimonio di carta conservato negli archivi e nelle biblioteche.
Nel 2013 un accordo di collaborazione tra la Fondazione Cassa di Risparmio di Spoleto e l'Archivio di Stato di Perugia consente alla sede di Spoleto di rimanere aperta al pubblico tutti i giorni della settimana, servizio precedentemente ridotto a causa di crescenti difficoltà economiche. Inoltre permette un incremento delle attività, soprattutto quelle relative al mondo della scuola attraverso una specifica sezione didattica.

## Patrimonio archivistico
L'incremento del materiale è stato possibile grazie a numerosi versamenti di archivi di uffici statali, comunali, di altri enti pubblici e di donazioni di archivi privati, avvenute soprattutto negli anni novanta.
L'archivio comprende 13840 unità:
(Elenco non esaustivo)
- Archivi dei comuni:

Comune di Spoleto: contiene documenti relativi alle magistrature dell'antico ducato, quando Spoleto ne costituiva il centro politico-amministrativo. I primi statuti del comune sono del 1296-1542; i Consigli e le riformanze del 1352-1798; oltre 1000 pergamene, la più antica è del 1002; la costituzione dell'Arte dei Notari è del 1318, le Matricole dal 1318 al 1559. Archivio storico diplomatico degli anni 1101-1774, cartulari in 5 volumi (secoli XII-XV), Lettere ai priori (secoli XIV-XVIII); documenti relativi ai Castelli delle comunità soggette a Spoleto.
La Sezione conserva anche documenti dei Comuni di Sellano (secc. XIV-XX) e di Valtopina (secc. XIX-XX), fondi acquisiti nel 1990.
- Corporazioni religiose soppresse:

il documento più antico di tutto l'archivio è un atto di donazione del vescovo Lupo, al monastero di San Paolo, datato 1002.
Contiene anche carte relative al movimento eremitico sul Monteluco.
- Atti relativi a procedimenti giudiziari:

testimonianze dell'attività giurisdizionale svolta dal podestà e dal vicario, con processi criminali, civili e i reati connessi alle attività agricole, dal 1334 alla metà del '500.
- Archivio della Delegazione Apostolica:

i documenti vanno dal 1817 al 1860, quando Spoleto fu sede di un Delegato apostolico che aveva giurisdizione su un vasto territorio, arrivava fino al reatino.
- Archivi dei notai: vanno dal 1321 al 1899.
- Atti di organi periferici dello Stato italiano:

documenti prodotti dal Circondario di Spoleto (secc. XIX-XX); dalla Pretura di Foligno (secc. XIX-XX) e dal Giudice conciliatore di Spoleto e di Norcia (sec. XIX).
- Catasti:

attraverso i registri dei catasti (1345-1801) è possibile ricostruire l'evoluzione della proprietà fondiaria e il paesaggio agrario del territorio spoletino.
- Istituti civili riuniti di assistenza e beneficenza.
- Archivi di enti e associazioni.
- Archivi di famiglie e di persone:

nel 1977 è stato depositato l'Archivio Campello, che custodisce fra l'altro i manoscritti di Gian Battista Bracceschi e del testo  Historie di Bernardino Campello. Oltre a pergamene e manoscritti relative alla storia di Spoleto, ci sono documenti prodotti da Pompeo Campello. Comprende ancora gli archivi dello storico Achille Sansi, dello studioso Pietro Fontana, segretario generale del Dipartimento del Trasimeno, di Giuseppe Sordini con sue relazioni di scavo, taccuini di appunti e disegni; l'archivio della famiglia Pianciani (secc. XVII-XIX), comprende anche carte di Luigi Pianciani (1810-1890). Di recente acquisizione (2007) è il fondo Paolo Basler.
- Archivi del Dipartimento del Clitunno (1798-99),

Fra i manoscritti storici si trovano quelli degli Annali de Spuleti (1305-1440) di Parruccio Zambolini, delle opere di Severo Minervio e di Giacomo Filippo Leoncilli e Serafino Serafini. Numerosi sono i diari, memorie e carteggi che illustrano molti aspetti della vita spoletina e romana dei secoli XVIII-XIX.